# バレンシア (カクテル)
バレンシア（Valencia, ヴァレンシア）とは、リキュールをベースとするカクテルである。
基本的に、ショートドリンク（ショートカクテル）に分類される。

## カクテル名の由来
バレンシアというカクテル名の由来には諸説存在するが、大きく分けて次の4説である。
1. オレンジの産地、スペインのバレンシア地方の名を冠した。
2. スペインの都市、バレンシア市の名を冠した。
3. バレンシア産のオレンジのジュースを用いて、このカクテルを作ったため、バレンシアと名付けた。
4. アメリカのカリフォルニア州で開発された品種である、バレンシアオレンジのジュースを用いて、このカクテルを作ったため、バレンシアと名付けた（つまり、スペインのバレンシアとは無関係である）。

なお、バレンシア産のオレンジのジュースを用いて、このカクテルを作ったため、その産地であるバレンシア地方の名を冠したとする、2つの説を合わせた説も存在する。

## 標準的なレシピ
- アプリコット・ブランデー ： オレンジ・ジュース ＝ 2：1
- オレンジ・ビターズ ＝ 4dash

### 作り方
アプリコット・ブランデー、オレンジ・ジュース、オレンジ・ビターズをシェークして、カクテル・グラス（容量75〜90ml程度）に注げば完成である。

### 備考
- オレンジ・スライス（輪切りにしたオレンジ）など、オレンジを適切な形状に切って、飾っても良い。
- オレンジ・ビターズは、入れ過ぎると苦くなるので入れ過ぎには注意すること。また、飲む人の好みに応じてオレンジ・ビターズを少なめにするレシピも存在するし[3]、さらには、オレンジ・ビターズを入れないことさえある[4]。あくまで、4dashが標準だが、オレンジ・ビターズの使用量は、飲む人の好みに大きく依存することを断っておく。
- お酒をあまり飲めない人のために、アプリコット・ブランデー ： オレンジ・ジュース ＝ 1：2 に、グレナデン・シロップを2分の1tsp加えるというレシピもある[4]。
- カクテル・グラスにではなく、氷を入れた小型のオールド・ファッションド・グラス（容量180ml程度）に作ることもある[5]。この場合も、作り方はカクテル・グラスに作る場合と同様に、シェーカーを使って作れば良い。

### この節の参考文献
「主な参考文献」の節に挙げられている全ての書籍。

## シャンパンの使用
バレンシアには、上記のようなレシピの他に、シャンパンを加えるという処方もある

。
この場合もカクテル名は、バレンシア（バレンシア・カクテル／Valencia Cocktail）であるが、こちらは、マザー・シャーマン（マザー・シャーマン・カクテル／Mother Sherman Cocktail）という別名も持っている

。
なお、シャンパンも使う処方の場合、単純にショートドリンクと言えない側面がある。しかし、それでも、シャンパンという酒は、栓を開けた時から一気に炭酸が二酸化炭素となって逃げ始めるため、栓を開けると急速に劣化する酒であると言える。したがって、あまり長い時間をかけて、このカクテルを飲むには向かない。基本的に、ソーサー型のシャンパン・グラスに作った場合は、ショートドリンクに近い性質を持った、ロングドリンク（ロングカクテル）と考えられ、フルート型のシャンパン・グラスに作った場合は、よりロングドリンクとしての性質を帯びてくると考えることができる

### レシピ
シャンパンを加えるタイプのバレンシア（＝マザー・シャーマン）のレシピを以下に紹介する。
- アプリコット・ブランデー ＝ 30ml
- オレンジ・ジュース ＝ 15ml
- オレンジ・ビターズ ＝ 4dash
- シャンパン ＝ 適量

#### 作り方
アプリコット・ブランデー、オレンジ・ジュース、オレンジ・ビターズをシェークして、シャンパン・グラス（容量120ml以上）に注ぎ、グラスを冷やしたシャンパンで満たせば完成である。

#### 備考
- シャンパン・グラスの容量によって、アプリコット・ブランデーやオレンジ・ジュースの量は増減することがある。
- オレンジ・ビターズに関する注釈は、シャンパンを使わないバレンシアと同様である。
- 使用するスパークリング・ワインが、シャンパンに限定されている点に注意。

### この節の主な参考文献
- 稲 保幸 『洋酒とカクテル入門』 日東書院 1987年2月10日発行 ISBN 4-528-00361-9
- 稲 保幸 『カクテル こだわりの178種』 新星出版 1998年7月15日発行 ISBN 4-405-09640-6
- 稲 保幸 『カクテル・レシピ1000』 日東書院 2005年7月10日発行 ISBN 4-528-01412-2
- 後藤 新一 監修 『カクテル・ベストセレクション100』 日本文芸社 1996年5月20日発行 ISBN 4-537-01747-3
- 澤井 慶明 監修 『カクテルの事典』 成美堂出版 1996年12月20日発行 ISBN 4-415-08348-X

## 類似のカクテル
バレンシアやマザー・シャーマンと似たカクテルとして、バレンシア・コブラー（Valencia Cobbler）が挙げられる。

既述した、お酒に弱い人向けのバレンシアと同じように、アプリコット・ブランデー ： オレンジ・ジュース ＝ 1：2 となっている点と、グラスにクラッシュド・アイス（砕氷）を入れる点が、通常のシャンパンを使わない標準的なタイプのバレンシアとの大きな違いとなっている。
また、お酒に弱い人向けのバレンシアとは、グレナデン・シロップを使用せず、逆に、スパークリング・ワインを使用し、グラスにクラッシュド・アイスを入れる点が大きな違いとなっている。
そして、シャンパンを使うタイプのバレンシア（マザー・シャーマン）との大きな違いは、使用するスパークリング・ワインがシャンパンに限定されないことと、さらに、クラッシュド・アイスをグラスに入れる点である。

### レシピ
- アプリコット・ブランデー ＝ 15ml
- オレンジ・ジュース ＝ 30ml
- オレンジ・ビターズ ＝ 1dash
- スパークリング・ワイン ＝ 60ml
- クラッシュド・アイス ＝ 適量

#### 作り方
アプリコット・ブランデー、オレンジ・ジュース、オレンジ・ビターズをシェークして、クラッシュド・アイスをたっぷりと入れたオールド・ファッションド・グラス（容量180〜300ml程度）に注ぐ。そこに、よく冷やしたスパークリング・ワインを注ぎ、ストローを添えれば完成である。

#### 備考
- 適切な形と大きさに切ったオレンジを飾っても良い。
- オレンジ・ビターズに関する注釈は、シャンパンを使わないバレンシアと同様である。

### この節の主な参考文献
- 花崎 一夫 監修 『ザ・ベスト・カクテル』 永岡書店 1990年6月5日発行 ISBN 4-522-01092-3